# Cyperus baronii
Cyperus baronii är en halvgräsart som beskrevs av Charles Baron Clarke. Cyperus baronii ingår i släktet papyrusar, och familjen halvgräs. Inga underarter finns listade i Catalogue of Life.